# Mario Soldini
Pour les articles homonymes, voir Soldini.
Mario Soldini (né le 2 février 1913 aux Eaux-Vives et mort le 30 novembre 1993 à Genève) est une personnalité politique suisse, cofondateur du parti de droite populiste et nationaliste genevois Vigilance.

## Biographie

### Famille
Marius Charles Soldini est né dans l’ancienne commune des Eaux-Vives en 1913. Son père Henri est contrôleur de tramway et sa mère Marguerite Stoessel maîtresse enfantine. Il épouse en 1937 Emmy Läderach (1912-2003). D’abord originaire de la commune de Coldrerio (district de Mendrisio au Tessin), il devient genevois en 1917,.

### Carrière professionnelle et engagement social
Mario Soldini fait des études pédagogiques à Genève, il est instituteur puis maître principal dans l’enseignement primaire à Chêne-Bourg (canton de Genève) de 1935 à 1975,.
En 1955-1958, il préside le Syndicat de l’enseignement, à Genève ; puis il préside l’Union des instituteurs genevois en 1963 (vice-président en 1964). En 1956-1958 il est vice-président du Comité de football UGS (Eaux-Vives).

### Union nationale
Mario Soldini milite dès 1935 dans l'Union nationale, parti politique d'inspiration et de style fascistes créé en 1932 à Genève, avec Georges Oltramare comme chef entre 1935 et 1939,. De 1937 à 1939, il est membre puis président des Jeunesses de l'Union nationale. Il quitte ce mouvement lors de la mobilisation générale en 1939, s’engage dans l’armée et y fait carrière. Il aurait même « stoppé ses activités politiques pour faire du service militaire ».
Lors des élections de 1975, le Parti du Travail publie un article accusant Mario Soldini d'avoir milité dans l’Union nationale et d'avoir défilé à Rome en 1936 ou 1937, « bras tendu », photo à l’appui. L’intéressé conteste avoir fait partie du service d’ordre de l’Union nationale ou du groupe des « lascars » d’Oltramare, il dépose plainte et réclame 10 000 francs de dommages-intérêts. Le procès se déroule en septembre 1976, dans une ambiance de « répétition de pièce de théâtre rétro » selon Jacques-Simon Eggly du Journal de Genève : ces affaires sont bien vieilles, et « Quel homme de droite, de cette génération, n'a pas été attiré plus ou moins par l’Union nationale ? Quel communiste, de cette génération, n'a pas été plus ou moins pour le pacte germano-soviétique, plus ou moins stalinien ? (…) On aurait presque vu MM. Vincent et Soldini se rencontrer au coin du feu pour évoquer leurs vieux faits d’armes ». Soldini serait resté à l’Union nationale après 1939.
Trois anciens membres du mouvement frontiste (extrême droite suisse) des années 1930 ont été élus au Conseil national : James Schwarzenbach, Walter Jäger-Stamm de l’Action nationale et Mario Soldini de Vigilance.

### Carrière militaire
Mario Soldini est colonel dans l'armée suisse.

### Carrière politique
En 1963, une pièce de théâtre sur le banquier genevois Necker échauffe les esprits, provoque une pétition et la création d’un comité. Puis deux référendums sont gagnés contre des augmentations d’impôts. Le mouvement Vigilance naît de la rencontre de « mécontents de tous bords, inquiets et frustrés par les dégâts urbains et sociaux de la folle expansion de Genève » écrit Yves Petignat dans un article de 2001.
Mario Soldini est la principale figure du parti Vigilance fondé en 1965, avec le slogan « Restons princes dans notre ville ». La même année, ce parti obtient dix sièges au Grand Conseil (parlement genevois), qui sont perdus en 1969. En 1966, le parti obtient 12 sièges au Conseil municipal en Ville de Genève, dont cinq seront perdus en 1970. Mario Soldini est président du parti pendant trois ans, jusqu’en 1970. Candidat à l’élection au Conseil national en 1967, il reçoit 3 745 voix, loin derrière les dix élus qui obtiennent entre deux et trois fois plus de voix. Il est à nouveau candidat en 1971.

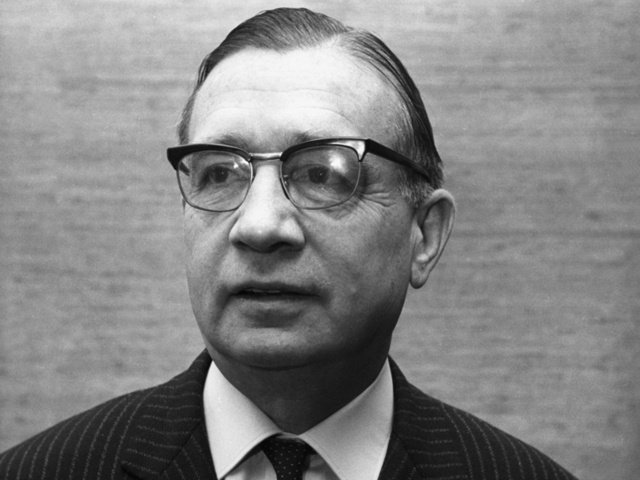
James Schwarzenbach.

Mario Soldini est vice-président de l’éphémère Mouvement républicain (de) (Schweizerische Republikanische Bewegung) de James Schwarzenbach, issu de l’Action nationale au début des années 1970,.
En 1973, le parti revient en force au Grand Conseil, avec 10 sièges pris à la droite et à la gauche, c’est « la victoire des mécontents ». Mario Soldini se présente la même année au Conseil d’État (exécutif cantonal) ; sans être élu, il obtient cependant avec 20 % des voix, « un score très honorable ».
Le parti Vigilance tente d’étendre sa présence dans les communes lors des élections municipales de 1975. Il n’est présent alors que dans deux communes : en Ville de Genève (8 sièges) et à Chêne-Bougeries (2). La même année, le parti présente cinq candidats au Conseil national, dont Mario Soldini qui cette fois est élu grâce à l’apparentement avec l’Action nationale, il a 62 ans,. Il est réélu de justesse en 1979, et reste conseiller national jusqu’en 1987, trois législatures. La chroniqueuse du Journal de Genève, Françoise Buffat, le décrira comme « La voix à Berne d'une vieille Genève patriote, ronchonneuse et repliée sur elle-même ».
En 1977, Mario Soldini est sur les listes pour le Grand Conseil, il est élu avec sept autres vigilants. Il démissionne en décembre 1979, à la suite de sa réélection au Conseil national, puis figure à nouveau comme tête de liste lors des élections de 1981. Il est alors élu avec six autres vigilants et restera député jusqu’en 1983.
En 1983, Mario Soldini est candidat à sa réélection au Conseil national. Il est simultanément candidat au Conseil des États, avec une faible probabilité d’être élu, mais il obtiendra tout de même plus de 14 000 voix (les deux élus ont chacun plus de 40 000 voix). Au Conseil national où il est réélu à l’âge de 70 ans, il est doyen d’âge et ouvre donc la législature, mais il quitte le Grand Conseil genevois. Le parti connaît un succès en 1985 avec 19 sièges au Grand Conseil, il devient le second parti du canton. En 1984, Éric Bertinat, 28 ans, est élu président du parti Vigilance et donne au parti une nouvelle impulsion. Sa présence et son discours à un meeting du Front national à Paris en 1987 provoquent plusieurs démissions, certains parlent de « déviation vers l’extrême droite ».
En 1987, Mario Soldini est à nouveau candidat aux deux chambres fédérales. Il n’est pas réélu au national et fait un « très mauvais score » dans la chambre haute avec moins de la moitié des voix reçues en 1983. Le parti connaît de nombreuses défections et n’a pas suffisamment de viennent ensuite pour siéger au Grand Conseil, il parvient cependant à faire élire encore neuf députés en 1989, mais les divisions internes générationnelles et politiques le conduisent à une scission en 1990, la majorité des députés créent le « Mouvement patriotique genevois ». Les Vigilants disparaissent du Conseil municipal de la ville en 1991 et du Grand Conseil en 1993. Aucun parti d’extrême droite ne présente de candidats aux élections de 1995,.